# Jangbongdo
Jangbongdo är en ö i Sydkorea.   Den ligger i provinsen Incheon, i den nordvästra delen av landet, 60 km väster om huvudstaden Seoul. Arean är 8,4 kvadratkilometer.
Terrängen på Jangbongdo är platt. Öns högsta punkt är 137 meter över havet. Den sträcker sig 4,4 kilometer i nord-sydlig riktning, och 6,9 kilometer i öst-västlig riktning.